# 蘆名直盛
蘆名 直盛（あしな なおもり）は、南北朝時代の人物。蘆名氏第7代当主。第5代当主蘆名盛宗の子（または第6代当主盛員の子）。

## 生涯
建武2年（1335年）、父の盛宗と兄の高盛と盛員が中先代の乱で戦死したため跡を継いだ。新宮明継などと刃を交え、貞和年間から台頭して勢力を拡張した。観応3年（1352年）閏2月に足利尊氏と新田義宗、義興が小手指原で合戦に及んだ際には、最初は尊氏に荷担していたが石塔義房、三浦高通らと共に新田側に離反し、尊氏が敗走する原因をなした。しかし、千葉氏胤、結城基光の助力を得て巻き返した尊氏に敗れ、会津に敗走した。文中2年（1373年）には、三浦小荒井入道に対して大荒居村の領有に関する安堵状を与えている。大荒居村は佐原氏の所領である加納庄にあり、安堵状発給は直盛が勢力を拡充させて佐原氏の領地を脅かしていたことの証左とされる。蘆名氏の南北朝期の動静は不明な点が多いが、会津地方に土着したのはこの直盛の代とされる。
元中元年/至徳元年（1384年）に黒川城（後の若松城）の前身となる東黒川館を築いたと伝わる。